# Distretto di Rajgarh
Il distretto di Rajgarh è un distretto del Madhya Pradesh, in India, di 1 253 246 abitanti. È situato nella divisione di Bhopal e il suo capoluogo è Rajgarh.